# Gyemidov család
A Gyemidovok (orosz nyelven: Демидовы) orosz gyártulajdonos és földbirtokos család. Lényegében ők teremtették meg az Urálban és Szibériában a kohó- és bányaipart. Hatalmas vagyonuk egy részét jótékony adományozásra, tudomány- és művészetpártolásra fordították.

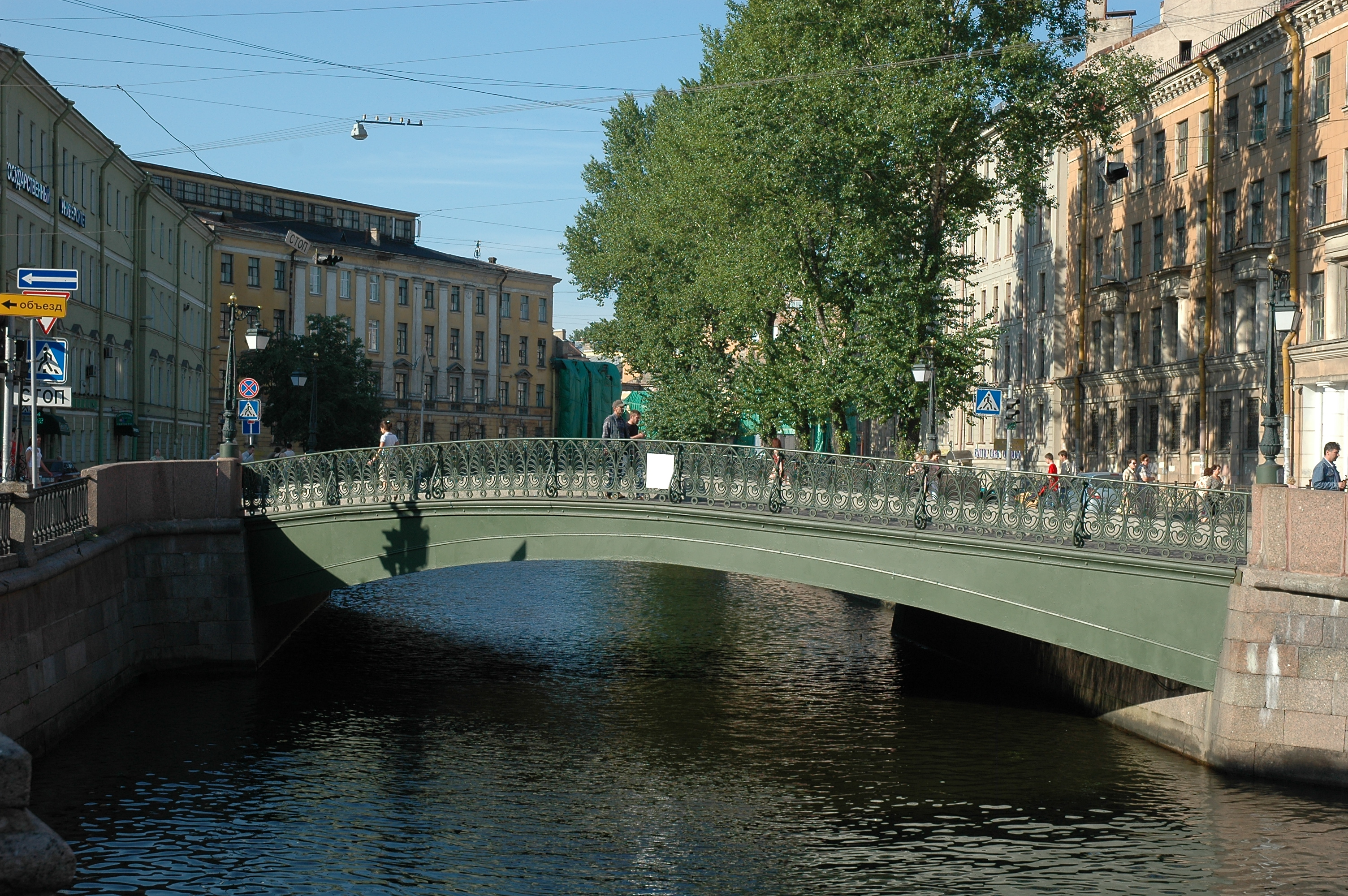
A Gyemidov-híd Szentpéterváron

## Híres képviselői
A család első ismert tagja, Gyemid (Klementyjevics) Antufjev (vagy Antyufejev?) paraszti származású volt, 1672-től Tula város fegyverüzemében kovácsként dolgozott. A család hírnevét és gazdagságát azonban nem ő, hanem fia, Nyikita Gyemidov alapozta meg.

### Nyikita Gyemidov
Nyikita Gyemidov (1656–1725) életének első feléről kevés a megbízható adat. Az 1690-es években már vasolvasztója és fegyverkészítő üzeme volt Tulában. Nem tudni pontosan, hogyan nyerte el I. Péter orosz cár bizalmát, de tény, hogy Nyikita fegyvert szállíthatott a hadseregnek az északi háború idején (1700-1721). A cár földterületeket és szénlelőhelyet adományozott neki Tula mellett.
1702-ben néhány korábban alapított vasgyárat is megkapott az Urálban, Verhoturje környékén (ma: Szverdlovi terület), és engedélyezték neki, hogy jobbágyokat vásároljon gyári munkára.
Ellenszolgáltatásként Nyikita az előállított vassal, vasáruval volt köteles fizetni a kincstárnak. Ugyancsak 1702-ből való az az okmány, melyben először jelent meg Nyikita neve mellett a Gyemidov családnév a korábbi Antufjev helyett. 1716-1725 között Nyikita négy új gyárat épített az Urálban és egyet az Oka folyónál. Tüzérségi fegyverei a külföldön beszerezhető és a többi orosz gyárban készített fegyvereknél is jóval olcsóbbak voltak.
Nyikita gátlástalan vállalkozó volt. Engedély nélkül nyitott bányákat, elcsábította a kincstári gyárak szakembereit, svéd foglyokat foglalkoztatott, munkásai rendkívül rossz körülmények között dolgoztak. A cár azonban végig pártfogolta, hiszen egyik legbuzgóbb segítője volt az új főváros, Szentpétervár felépítésében.
Három fia volt:
- Akinfij
- Grigorij (fiatalon meghalt)
- Nyikita

### Akinfij Nyikityics

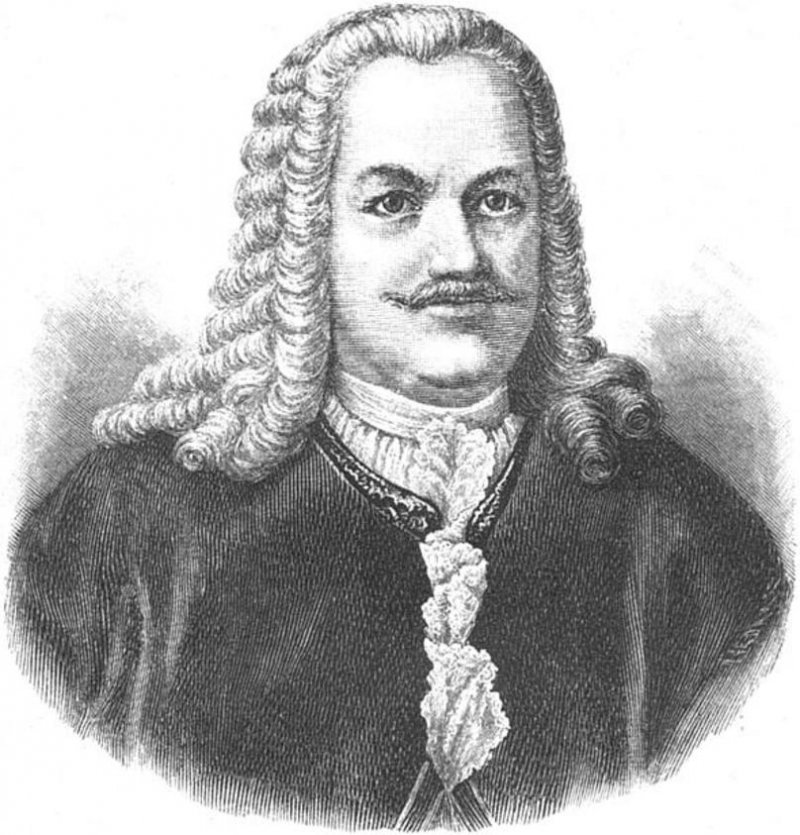
Akinfij Gyemidov

Nyikita idősebb fia, Akinfij Nyikityics (1678–1745) eredményesen folytatta a megkezdett vállalkozást. Miután a családi gyárakat megismerte, külföldre utazott, hogy tapasztalatokat szerezzen. Még 1702-ben átvette a család birtokába került gyárak vezetését Nyevjanszkban (ma: Szverdlovi terület, Jekatyerinburgtól 75 km-re), majd a tagilszki (ma: Nyizsnyij Tagil) gyárakét, később apjától örökölte a Kaluga környéki és az uráli gyárakat. Az érckutatást és -bányászatot kiterjesztette messze az Urálon túlra, Szibéria távolabbi vidékeire. Új réz- és ólombányákat nyitott, ő tárta fel az Altaj híres ezüstbányáit, számos réz- és vasolvasztót alapított.
Hatalmas vagyona volt, és mintegy 30 ezer jobbágy fölött rendelkezett. Több feltárt lelőhelyet be sem jelentett, évekig engedély nélkül, kizárólag saját hasznára folytatta a bányászatot. Miután ez Jelizaveta Petrovna cárnő tudomására jutott, az altaji üzemeket – már Akinfij halála után – cári tulajdonba vették, az örökösöknek pedig kárpótlást fizettek.
A család kiemelkedő szolgálataiért Akinfij fivéreivel együtt 1726-ban örökletes nemesi címet kapott.

### Nyikita Nyikityics
Nyikita kisebbik fia, Nyikita Nyikityics (1690 körül–1758) az apai örökségből csak keveset kapott. Tula melletti gyárán kívül később mégis sikerült az Urálban néhány vasgyárat és egy rézolvasztót vásárolnia, illetve alapítania. Öt fia volt, akikről kevés megbízható adat maradt.

### Jevdokim Nyikityics
Nyikita Nyikityics fiai közül Jevdokim (?–1789) különösen kegyetlen gyártulajdonos és földesúr hírében állt. Kalugai birtokain 1741-ben a parasztok felkelését csak katonai erővel sikerült elfojtani, a felkelés vezetőit a Gyemidovok szibériai gyáraiba száműzték. A Pugacsov-féle felkelés idején a parasztok a maguk módján válaszoltak: csatlakoztak a felkelőkhöz, akik a Gyemidovok több gyárát is lerombolták.
Testvére, Nyikita Nyikityics (1728-1802) Jevdokimhoz hasonlóan durva, kegyetlen uraság volt.

### Nyikolaj Petrovics

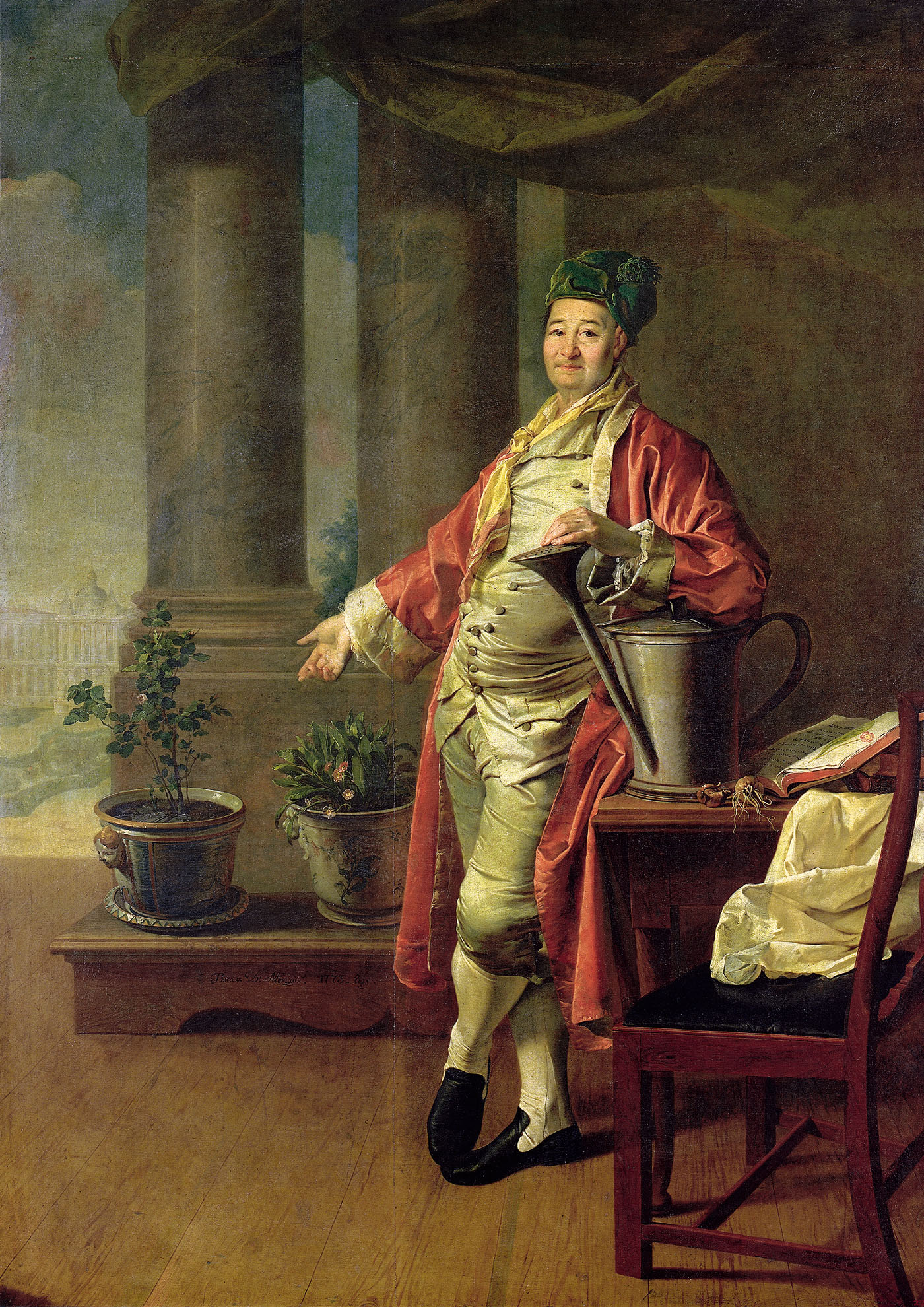
Prokofij A. Gyemidov.
(D. G. Levickij festménye, 1773)

Jevdokim unokája, Nyikolaj Petrovics közgazdaságtannal, politikával, jogtudománnyal foglalkozott, számos tudományos munkát jelentetett meg. Leszármazottai 1873-ban a Lopuhin nevet és hercegi címet örökölték.

### Prokofij Akanfijevics
Akanfij legidősebb fia, Prokofij (1710–1786) megkapta a hatalmas vagyon őt illető részét, de nem örökölte apja vállalkozói hajlamát. Az örökbe kapott négy gyárat eladta, 10 falu és több ezer jobbágy ura volt. A II. Katalin cárnő köreihez tartozó nemesurak pazarló életét élte, különc természetéről és adakozókedvéről volt híres. Pénzéből jótékony célokra is bőven költött, pl. a moszkvai szegény- és árvaház (Moszkovszkij voszpitatyelnij dom) felépítésére és új népiskolák alapítására. Az első orosz-török háború idején 4 millió rubelt áldozott hadikiadásokra. Családjában mégis kényúrként viselkedett. Hamburgban tanuló fiait szegénységben tartotta, mert elégedetlen volt velük, de így is jelentős örökséget hagyott rájuk.

### Vaszilij Lvovics
Prokofij egyik unokája, Vaszilij Lvovics (1769–1862) a hadiflottánál szolgált, részt vett a törökökkel vívott tengeri csatákban. 1795-ben megvált a szolgálattól, vidéki birtokára vonult vissza, ahol helyi ügyekkel foglalkozott és a parasztok helyzetének jobbításán fáradozott. Hosszú élete végén még tanúja lehetett az általa régóta várt jobbágyfelszabadításnak (1861).

### Nyikita Ankinfijevics

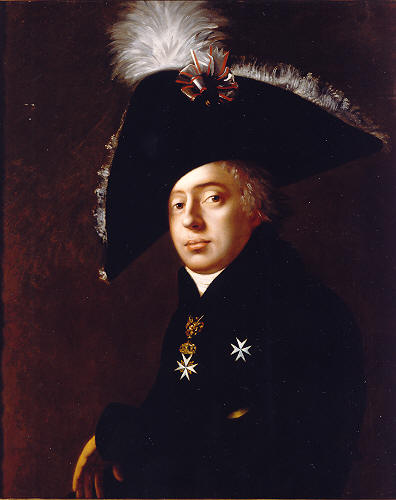
Nyikolaj Nyikityics Gyemidov

Akinfij legkisebb fia, Nyikita Ankinfijevics (1724–1789) a tudományok szerelmese volt, Voltaire-rel is levelezett.

### Nyikolaj Nyikityics
Nyikita Ankinfijevics fia, (Akinfij unokája), Nyikolaj Nyikityics (1773–1828) a második orosz-török háborúban adjutánsként szolgált. Később több nyugat-európai országot keresett fel, mindenütt a bányaipar és a kohászat helyzetével ismerkedett. Külföldi tapasztalatai alapján 1806-tól korszerűbb megoldásokat kezdett alkalmazni gyáraiban, saját költségén 100 jobbágyát nyugatra küldte a szakmai ismeretek elsajátítására. 1812-ben a honvédő háború idején egy teljes ezredet állított ki saját költségén. 1813-ban a moszkvai egyetemnek ajándékozott egy ritkaságokból álló értékes gyűjteményt, ugyanebben az évben Szentpéterváron négy öntöttvas hidat építtetett. Házassága egy Sztroganov-lánnyal, Jelizaveta Alekszandrovna bárónővel tovább növelte amúgy is hatalmas vagyonát. 1815-től Firenzében orosz követ volt, itt gyermek menhelyet és iskolát alapított, ezért a város 1871-ben emlékművet állított neki. Otthoni gyárait azonban nem hanyagolta el, fiaira kétszer akkora örökséget hagyott, mint amekkorát apjától kapott.

### Pavel Grigorjevics

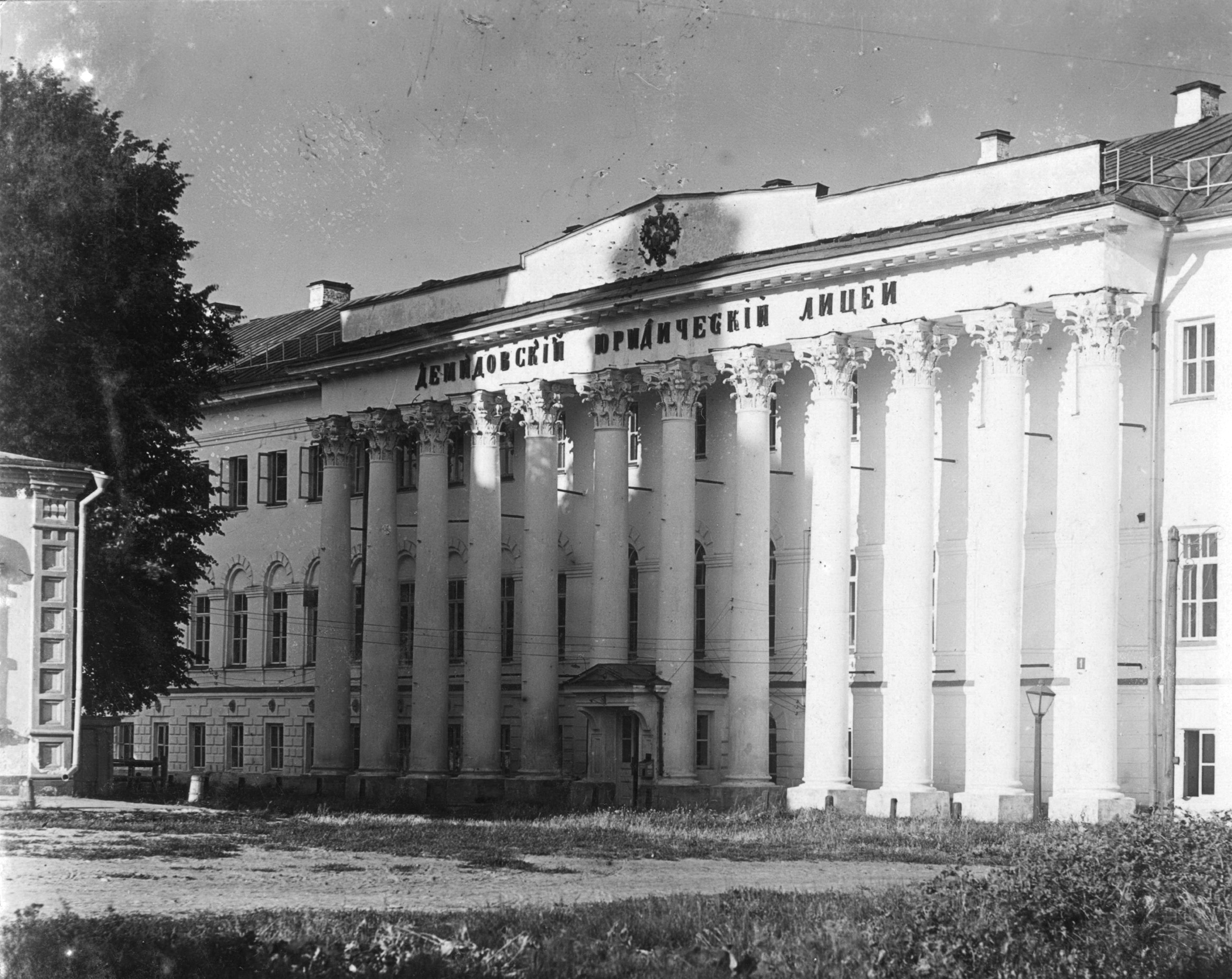
A Gyemidov Líceum. (Fotó: Prokugyin-Gorszkij, 1910)

Akinfij másik unokája, Pavel Grigorjevics (1738–1821) jótékony adományairól híres, természettudós volt. A göttingeni egyetemen és a freibergi bányászati akadémián tanult, Linnével és más neves tudósokkal levelezett. Gazdag természettudományi gyűjteményét és könyvtárát – egymillió rubellel megtoldva – a moszkvai egyetemnek ajándékozta (1803). Jaroszlavlban líceumot alapított (ma már egyetem, melyet róla neveztek el), ezért a város 1829-ben emlékművet állított neki. A Tobolszkban tervezett egyetemre is jelentős összeget áldozott, melyet végül a tomszki egyetem alapításához használtak fel.

### Anatolij Nyikolajevics
Anatolij Nyikolajevics (1812–1870, Nyikolaj Nyikityics kisebbik fia) apjától gazdag képzőművészeti gyűjteményt örökölt. Életének jelentős részét Nyugat-Európában töltötte, de a Gyemidovokhoz méltóan bőkezű adományozónak bizonyult. Szentpéterváron gyermekkórházat létesített, az ő költségén szereltek fel egy dél-oroszországi tudományos expedíciót. 1840-ben feleségül vette Napóleon unokahúgát, Mathilde Bonaparte-t. Megvásárolta a Firenze melletti San-Donato hercegséget és ezzel San Donato hercege lett, ám ezt a címét hazájában nem használhatta.

### Pavel Nyikolajevics
Pavel Nyikolajevics (1798–1841, Nyikolaj Nyikityics idősebbik fia) néhány évig a Kurszki kormányzóság élén állt. Az 1831. évi kolera idején saját költségén négy kórházat építtetett. Fivéréhez hasonlóan ő is tudomány- és művészetpártoló volt, a híres Gyemidov-díj alapítója.

### Pavel Pavlovics
Fia, Pavel Pavlovics (1839–1885) jogi tanulmányainak befejezése után hazája párizsi és bécsi követségein szolgált, 1871-1876 között Kijev város polgármestere volt. A gyermektelen Anatolij Nyikolajevicstól ő örökölte a San-Donatói hercegi címet (1872), tőle ered a Gyemidovok hercegi ága. Első házasságából egy fia (Jelim), a másodikból két fia (Nyikita és Anatolij) és egy leánya (Aurora) született.

## Részlet a családfából
- Nyikita Gyemidov (1656–1725)
  - Akinfij Nyikityics (1678–1745)
    - Prokofij Akinfijevics (1710–1786)
      - Akakij
      - Lev
        - Vaszilj

      - Ammosz,
      - Sztyepan

    - Grigorij Akinfijevics
      - Alekszandr
      - Pavel
      - Pjotr

    - Nyikita Akinfijevics (1724–1789)
      - Nyikolaj Nyikityics (1773–1828)
        - Pavel Nyikolajevics (1798–1841)
          - Pavel Pavlovics (1839–1885)

        - Nyikolaj
        - Anatolij Nyikolajevics (1812–1870)

      - Akinfij

  - Grigorij Nyikityics
    - Ivan

  - Nyikita Nyikityics (1690 körül –1758)
    - Vaszilij
    - Jevdokim (?–1789) Hat fia volt; egyik unokája: Nyikolaj Petrovics (Lopuhin herceg)
    - Ivan
    - Nyikita
    - Alekszej

A teljes családfa: